# رضا شیوا
رضا شیوا (زادهٔ ۱۳۲۹ در تهران و اصالتا اردستانی) اقتصاددان ایرانی، استادیار اقتصاد دانشگاه تهران و رئیس شورای رقابت و مرکز ملی رقابت از سال ۱۳۹۲ تا ۱۴۰۱ بوده‌است.
شیوا دارای لیسانس اقتصاد از دانشگاه تهران، فوق لیسانس اقتصاد از دانشگاه هیوستون (تگزاس)، و دکتری در مهندسی سیستم‌های اقتصادی از دانشگاه هیوستون است.
شیوا از جمله بنیانگذاران مؤسسات مالی و اعتباری در کشور است که طی سال‌های ۱۳۷۳ و ۱۳۷۴ در مؤسسهٔ تحقیقات پولی و بانکیِ بانک مرکزی، طرح ایجاد بانک‌های غیردولتی را مطرح کرد.

## خدمات علمی - اجرایی
- رئیس شورای رقابت و مرکز ملی رقابت
- عضو هیئت رئیسه دانشکده اقتصاد دانشگاه تهران (معاون اداری و مالی)[۴]
- مدیرعامل شرکت سرمایه‌گذاری خارجی ایران در آلمان[۵]
- عضو شورای معاونین بنیاد مستضعفان انقلاب اسلامی
- مدیر عامل مؤسسه مالی و اعتباری بنیاد (بانک سینا)
- عضو کمیته برنامه‌ریزی استراتژیک بنیاد مستضعفان و جانبازان
- رئیس مؤسسه عالی بانکداری
- رئیس مؤسسه تحقیقات پولی و بانکی (پژوهشکده پولی و بانکی) بانک مرکزی جمهوری اسلامی ایران
- مشاور رئیس کل بانک مرکزی جمهوری اسلامی ایران
- مشاور مدیریت وزارت بازرگانی
- استادیار و رئیس گروه اقتصاد نظری مؤسسه تحقیقات اقتصادی دانشکده اقتصاد دانشگاه تهران
- مدیر گروه اقتصاد اجتماعی دانشکده اقتصاد دانشگاه تهران
- عضو کمیسیون شورای ارزشیابی مدارک تحصیلی خارج از کشور- وزارت فرهنگ و آموزش عالی.[۶][۷][۸]

## مقالات علمی - پژوهشی
| ردیف | عنوان مقاله                                                                | نام نشریه                                     | تاریخ انتشار |
| ---- | -------------------------------------------------------------------------- | --------------------------------------------- | ------------ |
| ۱    | سیاست پولی، انتظارات عقلایی، تولید و تورم                                  | گزیده مؤسسه تحقیقات پولی وبانکی               | ۱۳۷۲         |
| ۲    | نظریه اقتصاد در روش ریاضی                                                  | اقتصاد و مدیریت شهری - انجمن علمی اقتصاد شهری | ۱۳۷۰         |
| ۳    | ریاضیات در اقتصاد- دستاوردها- مشکلات و چشم‌اندازها                          | اقتصاد و مدیریت شهری - انجمن علمی اقتصاد شهری | ۱۳۷۱         |
| ۴    | استقلال بانک مرکزی وعملکرد اقتصادکلان: برخی شواهدتجربی                     | مجله تحقیقات اقتصادی                          | ۱۳۷۲         |
| ۵    | استقلال بانک مرکزی و عملکرد اقتصاد کلان (برخی شواهد تجربی)                 | مجله تحقیقات اقتصادی                          | ۱۳۷۲         |
| ۶    | ارتباط کسری بودجه و کسری تراز تجاری در ایران آزمون به روش همگرایی بلند مدت | شریف                                          | ۱۳۷۵         |
| ۷    | تحلیل تجربیات مالیه خرد در ایران در جهت ارائه سازوکاری نوین                | نامه اقتصادی مفید                             | ۱۳۸۷         |
| ۸    | آزمون برابری قدرت خرید PPP در ایران آزمون به روش هم انباشتگی برداری        | پژوهشنامه بازرگانی                            | ۱۳۷۵         |
| ۹    | اثر تأمین مالی در دراز مدت بر رشد و توسعه اقتصادی در ایران                 | اقتصاد کشاورزی و توسعه                        | ۱۳۸۰         |
| ۱۰   | جهانی شدن اقتصاد و اثر آن بر بازارهای پولی و مالی                          | پژوهشنامه بازرگانی                            | ۱۳۸۱         |

## ریاست شورای رقابت
شیوا با پیشنهاد علی طیب‌نیا، وزیر امور اقتصادی و دارایی، و با حکم رئیس‌جمهور، حسن روحانی، به سِمَتِ صاحب‌نظر اقتصادی، عضو شورای رقابت منصوب شد. این انتصاب پس از خبر استعفای جمشید پژویان از سِمَتِ ریاست شورای رقابت صورت گرفت. رضا شیوا در ۲۷ آذر ۱۳۹۲، با اکثریت آرا، به‌عنوان رئیس شورای رقابت و مرکز ملی رقابت انتخاب شد.